# Gusty Kemp
Pour les articles homonymes, voir Kemp.
Gusty Kemp, de son vrai nom Gustave Kemp, né le 24 février 1917 à Differdange et mort dans un accident de la route le 13 avril 1948 à Hayange, est un footballeur luxembourgeois évoluant au poste d'avant-centre. International luxembourgeois, il joue trois saisons pour le FC Metz juste après la Seconde Guerre mondiale et est le deuxième meilleur buteur du championnat de France de D1 en 1946-47 avec 30 buts.

## Clubs
- Progrès Niederkorn -  Luxembourg
- 1945-1948 : FC Metz -  France

## Palmarès
- Équipe du Luxembourg : 15 buts de 1936 à 1945 (deuxième meilleur buteur de tous les temps de la sélection luxembourgeoise)

## Sources
- Marc Barreaud, Dictionnaire des footballeurs étrangers du championnat professionnel français (1932-1997), Paris, L'Harmattan, 1998, p. 178